# Jusuf as-Sulajman
Jusuf as-Sulajman, Yousef Al-Sulaiman, arab. طلال يوسف ناصر (لاعب كرة قدم) (ur. 9 października 1990 w Kuwejcie) – kuwejcki piłkarz występujący na pozycji napastnika. Obecnie jest zawodnikiem Kazma Sporting Club.